# Харчук Микола Павлович
Харчук Микола Павлович (1919, с. Копані, Запорізька область — 7 листопада 1998, смт. Чернігівка, Запорізька область) — радянський офіцер, у роки радянсько-німецької війни командир 3-ї батареї 998 АП РГК, капітан.

## Біографія
Народився 1919 року в селі Копані Оріхівського району Запорізької області. Українець. Освіта вища, за фахом — учитель географії. Призваний до лав Червоної армії 1939 року, строкову службу проходив у м. Новосибірськ. Початок війни зустрів кваліфікованим солдатом і був призначений командиром 3-ї батареї 998 АП РГК. Полк був відправлений на Західний фронт для оборони Москви. Під м. Юанів отримав тяжке поранення і першу нагороду — орден Червоної Зірки, медаль «За оборону Москви». Лікувався у глибокому тилу в Казахстані. Після видужання були бої за міста Харків, Донецьк. За ці бої він був нагороджений другим орденом Червоної Зірки. Далі бойовий шлях проліг на Третій Білоруський фронт, де готувалася операція «Багратіон». У липні 1944 р. за подвиг у цій операції Микола Павлович отримав третій орден Червоної Зірки. Згодом фронтові дороги привели його до Вільнюса, Східної Прусії. Під Кенігсбергом був вдруге тяжко поранений, лікувався в тилу в м. Іркутськ. Там начальник госпіталю вручив чергову нагороду — орден Вітчизняної війни і зачитав наказ про присвоєння звання капітан. Додому повернувся інвалідом у лютому 1945 року. 5 років працював секретарем Чернігівського райвиконкому Запорізької області, а потім 24 роки — директором місцевої школи.

## Нагороди
Нагороджений трьома орденами Червоної Зірки та орденом Вітчизняної війни. Має медаль «За доблесний труд», високі звання «Заслужений вчитель», «Відмінник освіти».

## Джерело
- Лист солдатської вдови допоміг видати книгу